# Pierre-Jules Billon
Pour les articles homonymes, voir Billon.
Pierre-Jules Billon est un percussionniste, batteur, multi-instrumentiste et compositeur français. Qualifié de « batteur baroque »,, il sert la culture populaire et la culture savante : bal, musique de cirque, de théâtre. Il se consacre surtout à la musique de danse et au spectacle vivant. 

## Éléments biographiques
La fanfare, l’énergie du bal sont à la source de la vocation de cet originaire de l’Ain. Pierre-Jules Billon a commencé par le saxophone puis opté pour la batterie. Dans les années 1980, il est pendant quatre ans le batteur de l’orchestre de l’accordéoniste Jacky Mallerey au Palais d'Hiver (Lyon), connu pour avoir été le music-hall le plus grand d’Europe. « Les gens dansent ou ne dansent pas » était le seul verdict.
Après avoir formé avec l’accordéoniste Clément Robin  Le Petit Orchestre de Poche (le P.O.P), il développe le collectif le Grand POP, qui revisite le bal populaire,.
Créateur musical et interprète pour Archaos et pour le Cirque Baroque qu'il a  accompagnés dans leur succès international, Pierre-Jules Billon a un millier de représentations de cirque à son actif, avec dix-huit années de tournées — il a joué aussi chez Alexis Grüss, avec la Compagnie Salam Toto, le Théâtre du Centaure et la Compagnie Ici ou Là, dont il est l'un des fondateurs. Lors des   « aventures hallucinantes d’Archaos et du Cirque Baroque », il voit le cirque contemporain passer de l’échelle du petit groupe alternatif à une grosse structure en tournée mondiale. 
Cirque d’auteur et laboratoire fécond, le Cirque Baroque fait appel à cet anti-puriste pour la création musicale de spectacles inspirés de Voltaire (Candides), Mary Shelley (Frankenstein ) ou Mishima. Le style de Pierre-Jules Billon à cette époque-là était influencé par la Mano Negra, les Bérus (Bérurier Noir), les Négresses vertes, les Pogues. Le batteur de cirque a un rôle traditionnellement important, de ponctuation, de rythme : il scande et dramatise la performance des acrobates. Ce rôle conventionnel du batteur de cirque était à élargir : chez Archaos ou au Cirque Baroque, l’emploi nouveau du contraste, du virage musical est souvent observé. Le baroque sous-entend exubérance et contraste.
Le Cirque Baroque présente Ningen (1998), inspiré de Mishima, et notamment de Confession d'un masque, la même année que Benoît Jacquot, son film L'École de la chair (1998) tiré du roman de l'écrivain et transposé en Occident. Si Ningen intègre des personnages tirés du kabuki, la musique demeure rock’n roll ; pour cette création, Pierre-Jules Billon a certes  écouté beaucoup de musique traditionnelle japonaise, mais aussi Robert Fripp, Pink Floyd et  Steve Reich.  
Compositeur de musique de scène, Pierre-Jules Billon a signé la création musicale de pièces de Beckett, Brecht, Calaferte, Koltès, Shakespeare, Sophocle. Il  a travaillé notamment avec Jean-Louis Hourdin et Sophie Loucachevsky. Le rapport de la musique à la narration, à la scène jouée, la nécessité d'élaborer un univers global, un monde imaginaire pour le public, le stimulent dès sa collaboration avec Jacky Mallerey, avec qui il ne se contentait pas de jouer au Palais d’Hiver, mais interprétait aussi déjà des musiques de théâtre.
Pierre-Jules Billon est aussi comédien. Sa collaboration avec Eugène Durif,conduit à des spectacles musicaux où l’auteur Eugène Durif et le compositeur Pierre-Jules Billon sont les interprètes des rôles, celui-ci interprétant tantôt le texte tantôt sa propre musique. Le Cercle des Utopistes anonymes, spectacle rythmé  par des chansons interprétées par Stéphanie Marc, développe un registre picaresque, entre le voyage forain et le cabaret.

## Musique de cirque
- Archaos : de 1987 à 1991. Compositeur de musique de scène et interprète, pour des mises en scène de Pierrot Bidon, de Franco Dragone et du québécois Michel Dallaire. Création musicale avec Nino Ferrer. Tournée mondiale : Avignon, Berlin, Cologne, Édimbourg, Grenade, Jérusalem, Londres, Melbourne, Toronto.
- Le Cirque Baroque : de  1992 à 2001. Spectacles : Noir Baroque, chorégraphie : Corinne Lanselle ; puis  Candides, mise en scène de Mauricio Celedon ; Ningen, mise en scène d'Agustin Letellier ; et Frankenstein, mise en scène d'Agustin Letellier.  Bruxelles, Tokyo, New Heaven, Santiago du Chili, Manchester, Paris, Londres, Manille.
- Compagnie Ici ou là : Cabane, jeu de cirque, mise en scène de Marc Proux. De 2001 à 2004,  Avignon, Paris, Le Caire, Monténégro.
- Cirque d’hiver Bouglione, Festival Mondial du Cirque de Demain, Paris 2004 – 2006.
- Compagnie Salam Toto, cabaret équestre : Danse de peaux, performance, Chorégraphie : Eva Schakmundès (2005-2006).

## Musique de théâtre
- Shakespeare, Macbeth, adaptation de Jean-Claude Carrière, mise en scène de  Camille & Manolo au Théâtre du Centaure, 2002. Interprète.
- Eugène Durif, Les Grenouilles qui vont sur l’eau ont–elles des ailes ?, adaptation d'Eugène Durif, d'après le titre éponyme de Jean-Pierre Brisset, mise en scène de Catherine Beau, Paris, 2002. Compositeur et interprète.
- Sophocle, Antigone, mise en scène de Dominique Ferrier au Théâtre de Bourg-en-Bresse, 2003. Compositeur et interprète.
- Eugène Durif,  Cette fois, sans moi, mise en scène de Karelle Prugnaud, Limoges,  Théâtre de l'Union, 2005. Compositeur et interprète.
- Eugène Durif, Nos ancêtres les grenouilles, mise en scène de Karelle Prugnaud, Festival d'Avignon, 2007. Compositeur et interprète.
- D'après Samuel Beckett, Actes avec ou sans paroles, La Ferme du Buisson (scène nationale), mise en scène de Sophie Loucachevsky; 2007. Compositeur.
- Anne Avrane, Cœur de vaches, mise en scène de Marie-Do Fréval, Théâtre de la Tempête, 2008. Compositeur.
- Bernard-Marie Koltès,  Combat de nègres et de chiens, mise en scène de Serge Irlinger, Compagnie de l’Ilôt Théâtre, Gallia-Théâtre de Saintes, et Avignon, 2008. Compositeur.
- Eugène Durif, C'est la faute à Rabelais, mise en scène de Jean-Louis Hourdin, Théâtre de Bourg-en-Bresse, 2010. Compositeur et interprète.
- Bertolt Brecht, Jean la Chance, mise en scène de Serge Irlinger, Avignon, Essaion, 2011. Co-compositeur et interprète.
- Henri Michaux, Lointain intérieur, mise en scène d'Olivier Couder, Paris, Théâtre Le Vent se lève, 2012.Co-compositeur et interprète
- Eugène Durif,  Le Cercle des Utopistes anonymes, théâtre musical mise en scène de Jean-Louis Hourdin, musique de Pierre-Jules Billon, avec Pierre-Jules Billon, Eugène Durif et Stéphanie Marc, Paris, Théâtre du Grand Parquet, du 9 avril au 3 mai 2015. Compositeur et interprète.
- Bernard-Marie Koltès, Dans la solitude des champs de coton, mise en scène Alain Timar, Avignon, Théâtre des Halles, 2017. Tournée en Chine en 2019 à Shangaï, Pékin, Wuhan, Nanjing, Hangzhou. Compositeur et interprète.
- Mais quelle comédie !, mise en scène par Marina Hands et Serge Badgassarian, Comédie française, salle Richelieu, 2021, reprise en 2024. Interprète dans l'orchestre sur scène.

## Musiques de films documentaires
- Andy Wilson, Bouinax in Love, 1989, La Sept, Channel four.
- Bertrand Schmit, Tankers en plein ciel, France 5 / Arte.